# Paraprotein

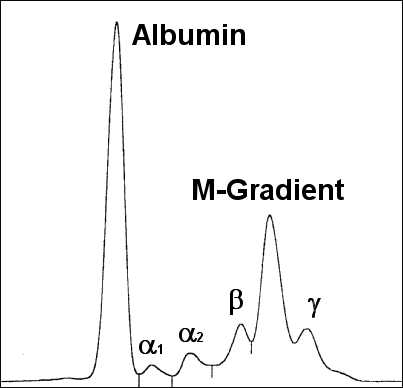
M-Gradient in der Elektrophorese bei Multiplen Myelom

Bei den Paraproteinen handelt es sich um normalerweise nicht im Körper vorhandene Proteine – meist funktionslose Immunglobuline (Antikörper) oder deren einzelne Bestandteile – im Blut oder Urin, die bei der Elektrophorese gefunden werden können. Sie können einen diagnostischen Hinweis auf bestimmte Blutkrankheiten wie das Multiple Myelom, die lymphatische Leukämie oder eine Monoklonale Gammopathie liefern.

## Pathologie
Bei bestimmten Arten des Blutkrebses wie zum Beispiel beim Multiplen Myelom produzieren die entarteten Zellen, die sich monoklonal teilen, meist funktionslose Immunglobuline oder auch nur Teile dieser Moleküle, zum Beispiel Freie Leichtketten. Alle Antikörper, ob funktionierende oder funktionslose, sind aus Proteinen aufgebaut. Diese laufen in der Elektrophorese häufig (aber nicht immer) in der γ-Fraktion mit, weshalb man elektrophoretisch eine Erhöhung im Bereich der Immunglobuline (sogenannter M-Gradient) erkennen kann (siehe Abb.).
Freie Leichtketten, die als funktionslose Paraproteine synthetisiert werden, können häufig nur im Serum nachgewiesen werden. Sie können zwar durch die Niere aus dem Serum heraus filtriert werden, werden allerdings bei gesunder Nierenfunktion wieder reabsorbiert und abgebaut, bevor sie in den Harn gelangen. Bei hohen Konzentrationen – wie zum Teil bei einem Multiplen Myelom – können die freien Leichtketten in den Urin gelangen und werden nach ihrem Entdecker als Bence-Jones-Proteine bezeichnet. Ganze Immunglobuline gelangen nur selten in den Urin und sind ein klarer Hinweis für eine eingeschränkte Nierenfunktion.